# Roger L. Simon

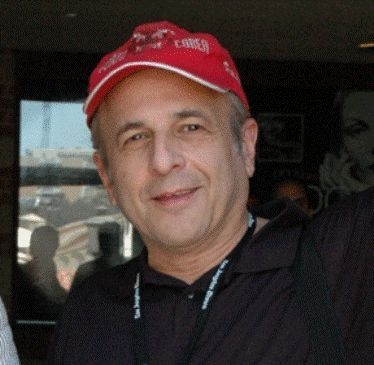
Roger L. Simon

Roger Lichtenberg Simon (* 2. November 1943 in New York City) ist ein US-amerikanischer Buchautor, Drehbuchautor und Filmregisseur.

## Leben
Simon ist ein Absolvent des Dartmouth College und der Yale School of Drama. Er verfasste u. a. mehrere Kriminalromane und trat ab Ende der 1970er Jahre als Drehbuchautor in Erscheinung. 1971 entstand auf Grundlage seiner literarischen Vorlage der Film Jennifer On My Mind. 1985 gab Simon mit Zwei dufte Kumpel sein Regiedebüt. Ein zweiter Filme folgte 1998 mit Eine Liebe in Prag. Für die Arbeit an Feinde – Die Geschichte einer Liebe war Simon bei der Oscarverleihung 1990 gemeinsam mit Paul Mazursky für den Oscar in der Kategorie Bestes adaptiertes Drehbuch nominiert.
Simon ist Mitbegründer von PJ Media, eines Internetsblog. Er selbst tritt dort auch als Autor in Erscheinung.

## Filmografie (Auswahl)
- 1978: Der große Trick (The Big Fix)
- 1981: Einmal und nie wieder (Bustin' Loose)
- 1985: Zwei dufte Kumpel (My Man Adam)
- 1989: Feinde – Die Geschichte einer Liebe (Enemies: A Love Story)
- 1991: Ein ganz normaler Hochzeitstag (Scenes from a Mall)
- 1998: Eine Liebe in Prag (Prague Duet)

## Kriminalromane
„Die achtbändige, dreißig Jahre abdeckende Reihe, in der Moses Wine“ – ein jüdisch-stämmiger antizionistischer Privatdetektiv – „und seine Angehörigen mehr oder weniger in Echtzeit altern, zeichnet ein facettenreiches Bild des modernen Amerikas; ganz besonders auch der links-alternativen Szene, die Simon bei aller Sympathie recht kritisch beleuchtet. Den Durchbruch schaffte Simon 1973 mit seinem dritten Roman ‚Das Geschäft mit der Macht‘, dem ersten, mit einem Edgar ausgezeichneten und erfolgreich verfilmten – primär um Wahlkampfmanipulation in Kalifornien kreisenden – Band der Wine-Serie.“ (Krimiautoren A–Z)
- 1973: Das Geschäft mit der Macht (The Big Fix)
- 1974: Hecht unter Haien (Wild Turkey)
- 1979: Die Peking-Ente (Peking Duck)
- 1985: Kurzschluss im Silicon (California Roll)
- 1986: Schwarzer Schnee (The Straight Man)
- 1988: Auferstanden von den Toten (Raising the Dead)
- 1997: Die Baumkrieger (The Lost Coast)
- 2003: - nicht übersetzt – (Director’s Cut)